# Chiesa nativa americana

Simbolo della Chiesa Nativa Americana

La Chiesa nativa americana (conosciuta anche come peyotismo o religione del peyote) è la più diffusa religione indigena tra i nativi americani in Canada, Messico e Stati Uniti. La Chiesa nativa americana è una religione sincretica, che combina elementi del cristianesimo e delle religioni tradizionali, e comprende l'utilizzo di un enteogeno, il peyote, un cactus privo di spine con effetti psichedelici.
Tale religione è praticata in più di 50 tribù native americane e ha fra i 200 000 e i 300 000 aderenti.

## Storia

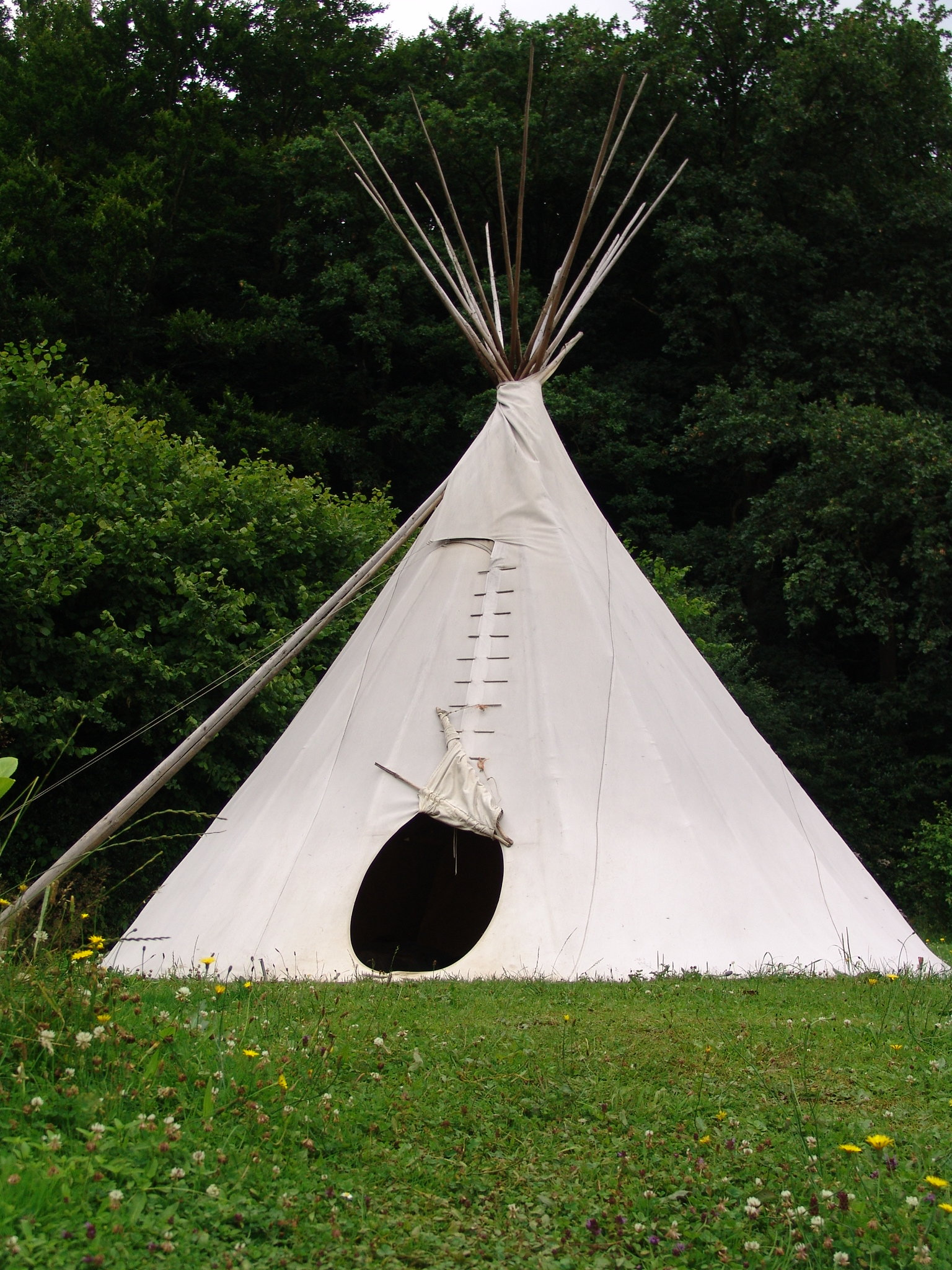
Tipico tipi dove si svolgono le cerimonie

La Chiesa nativa americana è nata nello Stato dell'Oklahoma, introdotta nella regione delle Grandi Pianure dal Messico.. Uno dei suoi primi leader fu il capo comanche Quanah Parker.
Il peyote è utilizzato in diverse regioni del Messico dai tempi delle civiltà precolombiane come medicina tradizionale per la psiche e per lo spirito, oltre che per comunicare con il soprannaturale. Alla metà del XIX secolo, l'uso del peyote si diffuse nell'area delle grandi pianure degli Stati Uniti, soprattutto tramite il popolo apache.

## Credenze
Le credenze degli aderenti alla Chiesa nativa americana variano considerevolmente da una tribù all'altra. Tra le varie credenze si possono citare: Gesù è considerato un eroe nativo americano, un intercessore per l'uomo oppure un guardiano spirituale; fede nella Bibbia; il peyote viene personificato in un dio e associato con Gesù. Gli aderenti alla Chiesa credono in un Dio supremo (il Grande Spirito) ma anche in numerose divinità minori e spiriti. La "Via del peyote" esorta all'amore fraterno indiano (cioè al nazionalismo indiano), alla cura per la famiglia, all'auto-sostenersi con il lavoro, e all'astinenza dall'alcol.
I membri della Chiesa hanno una fortissima consapevolezza della comunità. Una buona vita è considerata essere una che sia gentile e responsabile, e che, soprattutto, incarni l'amore. Molti nativi americani hanno aderito alla Chiesa e si sono affidati a essa quando le loro vite sono state distrutte dall'abuso di droghe o alcool o da problemi familiari.

## Il rito del peyote

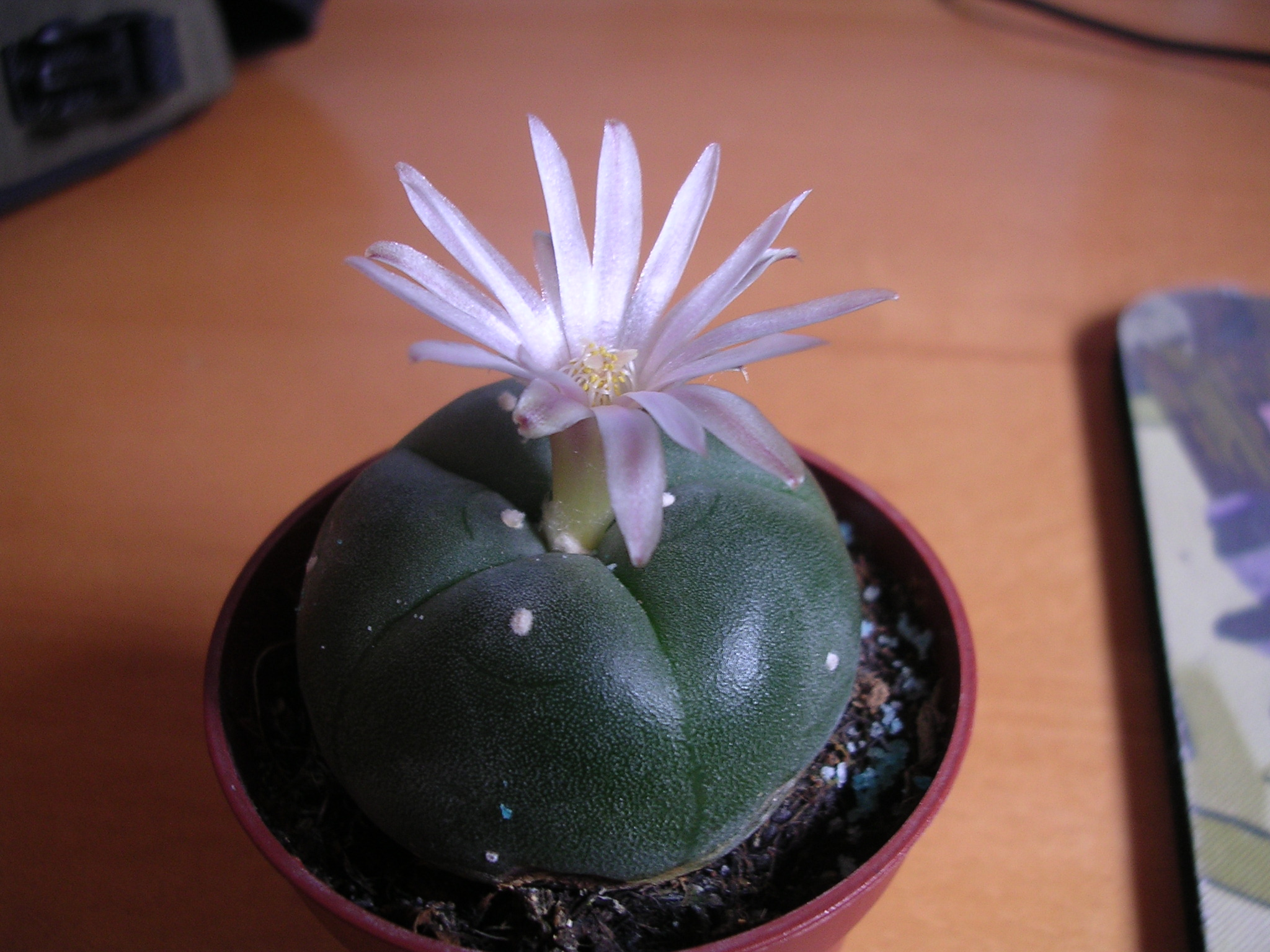
Giovane esemplare di lophophora williamsii (peyote) in fiore

Il rito del peyote di solito inizia alle ore 20 di sabato e continua lungo tutta la notte. Il rituale comprende la preghiera, l'ingestione del peyote, i "canti del peyote", i rituali dell'acqua, e la contemplazione; termina domenica mattina con la colazione. Si ritiene che il rituale del peyote possa permettere la comunione con gli dei e gli antenati e dare forza, fornire una guida e guarire. La guarigione può essere psichica o fisica, o entrambe.
I membri della Chiesa credono che l'ingestione comunitaria di peyote e le assemblee aiutino i partecipanti a raggiungere una giusta relazione con sé stessi e con Dio. Questo porta alla capacità di vivere una buona vita giorno per giorno.

## Relazione con le altre religioni
Per quanto riguarda la disposizione d'animo e il modo ideale di comportarsi, la Chiesa nativa americana è affine a varie forme di cristianesimo, ma ha anche molte affinità con i valori di alcune forme di buddismo, ad esempio lo Zen. Il famoso studioso buddista Zen Daisetz Teitaro Suzuki scrisse che gli aspetti della vita sono: una vita di umiltà, una vita di lavoro, una vita di servizio, una vita di preghiera e gratitudine, e una vita di meditazione. Tutto questo è molto vicino a ciò che la Chiesa nativa americana considera essere una vita giusta.

## Problemi legali
La Chiesa nativa americana ha affrontato molte vicissitudini legali, dovute al fatto che il peyote è classificato come droga controllata negli Stati Uniti. Nel 1978 è stato approvato l'Indian Religious Freedom Act, per fornire protezione legale per l'uso della pianta da parte della Chiesa.